# 帝塚山学院小学校
帝塚山学院小学校（てづかやまがくいんしょうがっこう）は、大阪府大阪市住吉区帝塚山中三丁目にある私立小学校。

## 概要
1917年に庄野貞一を校長に迎えて開設された。庄野の提唱する「力の教育」を礎に教育をしている。
男女共学だが、併設の帝塚山学院中学校が女子校のため、男子児童は同系列校で共学校の帝塚山学院泉ヶ丘中学校、または他の中学校に進学する。
5年生以上では教科担任制をとり、および一部科目では専科制をとっている。また1年生より英語の授業を実施している。

## 沿革
- 1916年 - 大正自由教育運動の気風が広まるなか、財団法人帝塚山学院が設置される。
- 1917年
  - 2月1日 - 庄野貞一を校長に迎える[9]。
  - 2月17日 - 開設が大阪府から認可される[9]。
  - 4月1日 - 帝塚山学院小学部として、東成郡住吉村帝塚山字大帝塚1025番地（現在地）に開校。当初は5年生までの児童が在籍[9]。
- 1947年4月1日 - 学制改革により、帝塚山学院小学校となる[要出典]。
- 1998年 - 新校舎完成[9]。
- 2012年 - 登録学生数は697人[10]。

## 著名な出身者
- 岡田武史 - サッカー監督[11][12]
- 国谷裕子 - テレビキャスター[12]
- 阪田寛夫 - 作家[12]
- 庄野潤三 - 作家[12][13]
- 堀ちえみ - タレント[14][15][出典無効]
- ヒロ寺平 - ディスクジョッキー[要出典]
- 小林よしか - タレント・政治家[要出典]
- U.K.[16]

## 交通
- 南海高野線 帝塚山駅 東へ徒歩4分以内[17]。
- 阪堺電気軌道上町線 帝塚山三丁目停留場 西へ約160m[18]。